# Эпицентр (сеть магазинов)
«Эпицентр К» (укр. Епіце́нтр К) — сеть торговых центров на Украине. Основная специализация компании — розничная торговля товарами для отделки дома, мебелью, бытовой химией, автотоварами, товарами для сада и огорода, детскими товарами и даже строительными материалами. Компания основана в 2003 году. Главный офис находится в Киеве, Украина. Компания «Эпицентр К», в дополнение к сети «Эпицентр», с 2013 года владеет также сетью одноимённых гипермаркетов DIY-формата «Новая линия» на территории Украины.
По состоянию на февраль 2020 года «Эпицентр» — крупнейшее торгово-розничное предприятие Украины, насчитывает 61 гипермаркет общей площадью более 1 млн м2.

## История

### 1994—2004: предыстория и основание
Компания «Эпицентр К» берёт свое начало с 1994 года, когда Александр Герега вместе с женой начали заниматься мелкими продажами керамической плитки, которую завозили из Польши. Сначала продавали на рынке, а затем начали сдавать товар в небольшие магазины. Через два года открыли первый магазин и основали компанию «Цермет АГС».
В 1996 году мы открыли свой первый магазин на улице Петра Запорожца, 15. Это была комната площадью 25 кв. м. Посреди помещения поставили стол, на него положили 25-30 видов плитки, дали рекламу в Aviso и начали бизнес. Так появилась компания «Цермет». За 1997 год наладили поставки из многих фабрик в Польше, Испании и ИталииГерега, Александр Владимирович
В 2000 году компания была второй после компании «Агромат» по объёму реализации керамической плитки. А через год Александр и Галина начали планировать строительство большого магазина строительных материалов. Прототипом стала французская сеть Castorama в городе Катовице в Польше, которую весной 2001 года посетил Александр Герега.

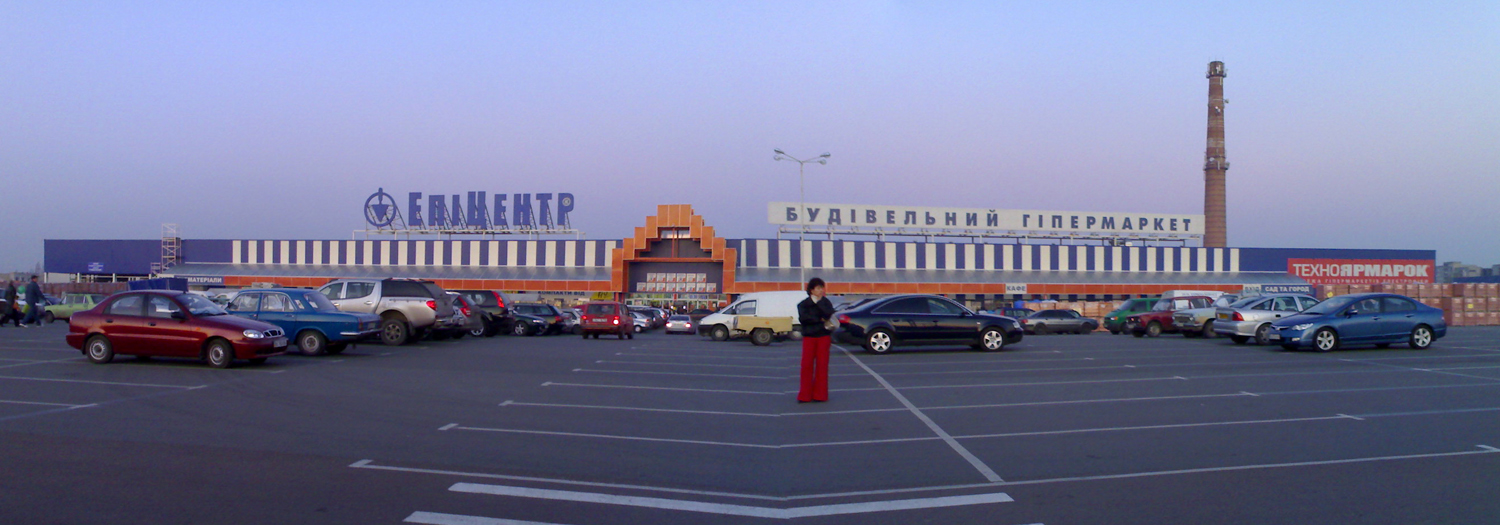
Супермаркет «Эпицентр» во Львове

Итоговый проект гипермаркета — двухэтажное здание ангарного типа размером 160×90 м. В 2013 году, в интервью изданию Forbes Украина, Александр Герега рассказал, как придумывали название для будущей сети гипермаркетов: «Дали задание рекламным компаниям, которые принесли 800 вариантов, всевозможные „Строймарт“, „Стройбуд“. Было не то. Устроили конкурс между сотрудниками. Продавец отдела „Декор“ предложил „Эпицентр“. Это оказалось то, что надо». Впоследствии к названию «Эпицентр» добавили ещё одну букву «К», что по словам Александра означает «команда». В результате компания получила название «Эпицентр К». Открытие гипермаркета состоялось 6 декабря 2003. В магазине предлагалось 50000 товарных позиций. Общая стоимость составляла 6 500 000 $. Летом 2004 началось строительство второго гипермаркета.

### 2005 — наши дни
26 марта 2005 года в Киеве состоялось открытие второго гипермаркета. 3 декабря 2005 года состоялось открытие третьего гипермаркета. Четвёртый магазин уже был открыт во Львове 6 октября 2006 года.
В 2011 году стало известно, что компания стала одним из четырёх национальных спонсоров Евро-2012.
В начале 2013 года коммерческий агент Федерации футбола Украины «Украина Футбол Интернешнл» и сеть строительно-хозяйственных гипермаркетов ООО «Эпицентр К» подписали контракт о назначении компании «Эпицентр» титульным спонсором национальной сборной Украины по футболу на период до конца 2014 года.
Осенью 2013 года компания приобрела сеть строительных гипермаркетов Новая Линия. В декабре 2014 года в Киеве открылся крупнейший в сети гипермаркет (по состоянию на январь, 2018) общей площадью 105 000 м², ставший одним из крупнейших строительных гипермаркетов в мире.
В сентябре 2015 года «Эпицентр» совместно с международной сетью спортивных товаров Intersport подписали договор о партнёрстве. В августе 2016 года компания запустила онлайн-магазин 27.ua. В этом же году компания «Эпицентр К» купила контрольный пакет (80 %) акций холдинга «Винницкая агропромышленная группа».

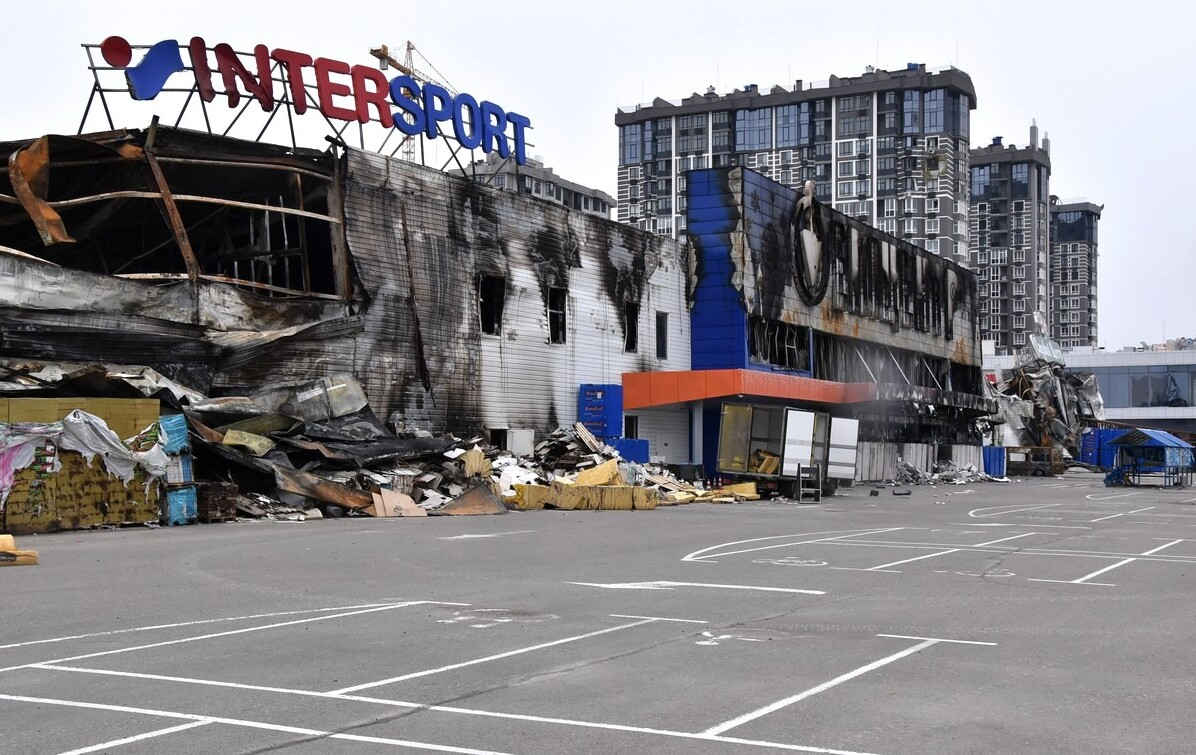
«Эпицентр» в Буче (Киевская область), уничтоженный в боях за город

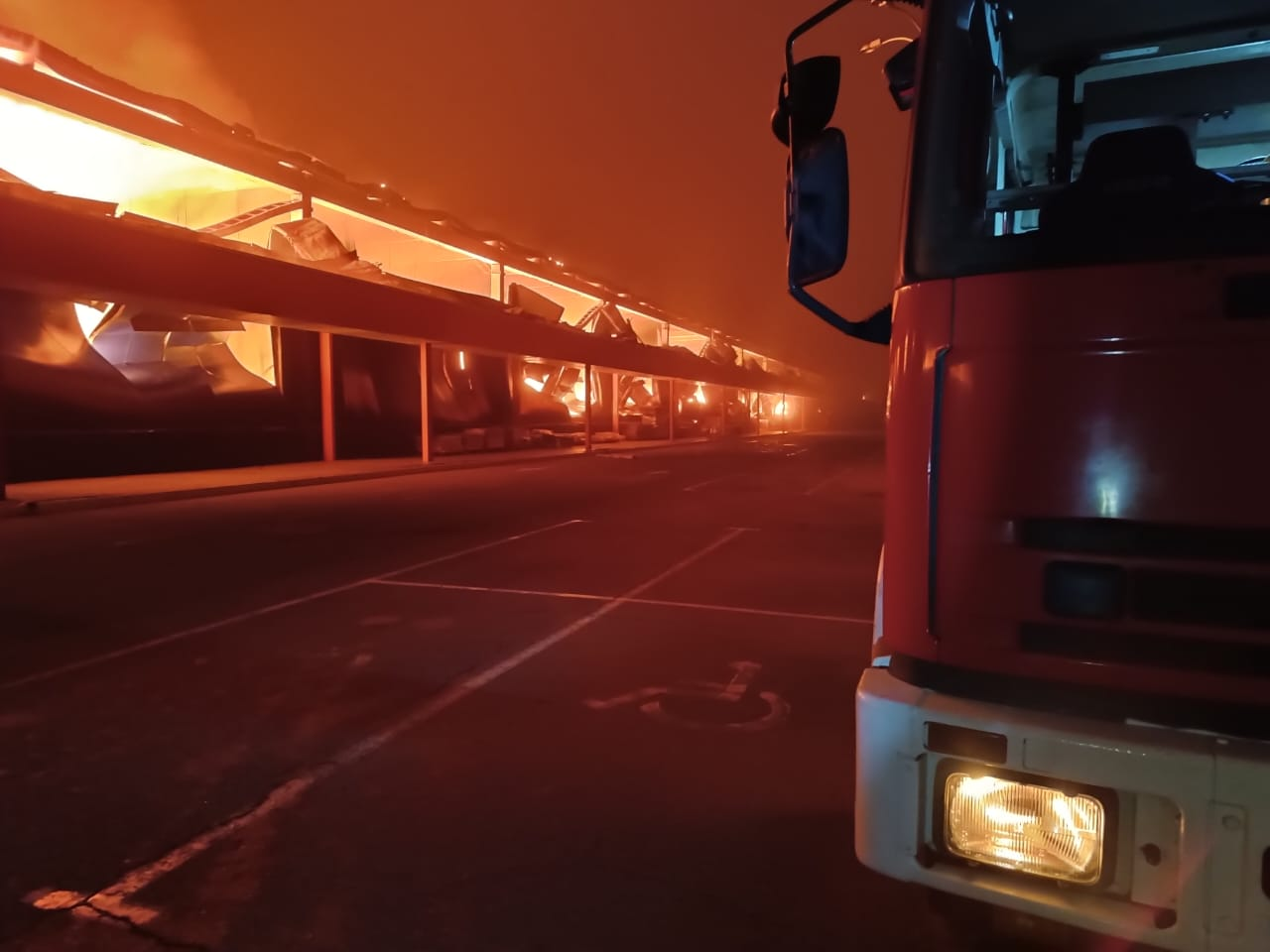
Херсонский «Эпицентр» после обстрела 3 февраля 2023 года

В 2017 году открыто гипермаркеты в городах Дубно и Умани.
По состоянию на июль 2018 года сеть «Эпицентр» объединяет 47 строительных гипермаркетов на Украине общей площадью более 1 млн кв. м. Больше всего их в Киеве (8 гипермаркетов), в Харькове, Одессе и Львове по 3.
3 февраля 2023 года от российского обстрела наполовину сгорел «Эпицентр» в Херсоне.

## Благотворительность
Сеть строительно-хозяйственных гипермаркетов «Эпицентр К» построила спортивный клуб, в котором занимаются более 270 детей. В 2012 году «Эпицентр К» стал национальным спонсором УЕФА Евро-2012. В 2012 году воспитанники спортивного клуба «Эпицентр» тяжеловес Алексей Торохтий, боксеры Александр Усик и Александр Гвоздик завоевали для Украины две золотые и одну бронзовую медали на летних Олимпийских играх в Лондоне. В 2014 году открылся второй клуб «Эпицентр».
В 2016 году «Эпицентр» обеспечил строительными материалами и оргтехникой построение первой школьной Медиатеки в поселке Балабино Запорожской области для детей с недостатками развития. Участие в открытии Медиатеки, вместе с женой президента Украины Мариной Порошенко, приняла Галина Герега.
В 2019 году компания «Эпицентр К» стала титульным спонсором национальной сборной Украины по футболу. УАФ и «Эпицентр К» подписали соответствующий контракт 2 сентября. Срок — 3,5 года. Также компания является титульным спонсором футбольного клуба «Эпицентр» из города Дунаевцы (Хмельницкая область), выступающего во второй лиге чемпионата Украины.